# بیمارستان دکتر شریعتی (اصفهان)
بیمارستان دکتر علی شریعتی یکی از بیمارستان‌های مجهز و بزرگ‌ترین بیمارستان تخصصی و فوق تخصصی سازمان تأمین اجتماعی دارای ۴۷۰ تخت مصوب در شهر اصفهان است که در تقاطع خیابان تاریخی چهار باغ بالا و خیابان شریعتی واقع است. همچنین در کنار آن، ایستگاه مترو دکتر شریعتی واقع شده‌است.

## خدمات کلینیکی و پاراکلینیکی
- آندوسکوپی
- کاستروسکوپی
- APC (آندوسکوپی درمانی)
- رکتوسیگموئیدسکوپی
- کلونوسکوپی
- اسپیرومتری
- تست ورزش
- هولترمانیتورینگ
- الکتروکاردیوگرافی
- اکوکاردیوگرافی
- الکترومیوگرافی
- الکتروآنسفالوگرافی
- ادیومتری
- اپتومتری
- کراتومتری
- لیزرتراپی چشم
- آنژیوگرافی چشم
- فیکو
- رادیولوژی (سرپایی و اورژانس)
- سونوگرافی سی تی اسکن
- سی تی اسکن اسپیرال
- آزمایشگاه (سرپایی و اورژانس)
- پاتولوژی (Frozen Section)
- فیزیوتراپی (لیزر تراپی، مکانوتراپی، هیدروتراپی)
- TUL ـ TUR
- سنگ‌شکن کلیه
- واحد جراحی پوست و کرایو
- واحد MRI